# Carlos Andrés Pérez

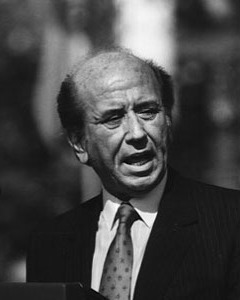
Carlos Andrés Pérez

Carlos Andrés Pérez (* 27. Oktober 1922 in Rubio, Táchira; † 25. Dezember 2010 in Miami, Florida) war ein venezolanischer Politiker. Von 1974 bis 1979 und noch einmal von 1989 bis 1993 amtierte er als Staatspräsident.

## Karriere
Carlos Andrés Pérez war ein Politiker der Acción Democrática (AD), einer sozialdemokratischen Partei. Er war unter Rómulo Betancourt Innenminister Venezuelas (1960–1964).
Pérez war 1980 Präsident der Latin American Association of Human Rights und kooperierte mit Julius Nyerere in der Südsüdkommission. Er war ein aktives Mitglied der Sozialistischen Internationale, der er unter der Präsidentschaft Willy Brandts als Stellvertreter in drei Amtsperioden vorsaß.
In der ersten Amtszeit als Präsident Venezuelas (1974–1979) nutzte er die erhöhten Einkommen der seit Januar 1976 verstaatlichten venezolanischen Erdölindustrie zur Verteilungspolitik.
In seiner zweiten Amtszeit (1989–1993) vollzog er einen Kurswechsel gegenüber dem IWF und etablierte eine dementsprechend neoliberal geprägte Austeritätspolitik. Hatte er im Wahlkampf unmittelbar zuvor noch glaubhaft gegen den IWF polemisiert und diesen als „Neutronenbombe“ bezeichnet, welche „Menschen tötet, aber Gebäude stehen lässt“, so begründete er die nunmehrige Umsetzung der IWF-Kreditvorgaben mit den geringeren Einnahmen aus dem Erdölsektor, vor allem aufgrund sinkender Weltmarktpreise, und einer dadurch bedingt erhöhten Auslandschuld. Staatsbetriebe wurden privatisiert, Subventionen und Preiskontrollen für öffentliche Dienste wurden teilweise aufgehoben. Insbesondere die Liberalisierung der Erdölpreise führte zu abrupten Teuerungen bei Treibstoff, in weiterer Folge wurden Preise für öffentliche Verkehrsmittel drastisch erhöht. Daran entzündeten sich noch im Februar und März 1989 massive Aufstände, der sogenannte Caracazo. Die Regierung erklärte den Ausnahmezustand und schlug die Aufstände mittels Nationalgarde und Armee nieder. Die Aufstandsbekämpfung forderte nach Angaben der Pérez-Regierung 276 Menschenleben; später entdeckte Massengräber widerlegten diese Zahlen jedoch. Inoffizielle Schätzungen gehen von 3000 Todesopfern aus, vereinzelt wird deren Zahl sogar auf bis zu 10.000 geschätzt.
Die Pérez-Regierung trotzte 1992 zwei Staatsstreichversuchen durch dem MBR200 angehörige Offiziere (der erste wurde angeführt von Hugo Chávez). Aufgrund höchstgerichtlich bestätigter Korruptionsvorwürfe, 250 Millionen Bolivars veruntreut zu haben, wurde Pérez gegen seinen Willen dann 1993 verfassungskonform des Amtes enthoben. 1996 wurde er zu 28-monatiger Haft verurteilt. Einem zusätzlichen Prozess wegen Veruntreuung konnte er 1998 zunächst dadurch entgehen, dass er seinen Heimatstaat Táchira in der Länderkammer repräsentierte und somit ungeachtet der einschlägigen Vorstrafe als Senator erneut politisch immun war. Nachdem aufgrund der neuen Verfassung 1999 ein Einkammersystem eingeführt und dadurch der Senat als eigene Kammer (Oberhaus) aufgelöst worden waren, kandidierte Pérez noch erfolglos zur Wahl der neuen Nationalversammlung. 2001 ordnete ein venezolanisches Gericht seine Verhaftung an, der er sich dann durch sein Exil in Florida entzog.
Im September 2009 beantragte die venezolanische Generalstaatsanwaltschaft wegen Mordes und Folter im Zusammenhang mit den Ereignissen des Caracazo einen internationalen Haftbefehl bei Interpol, was jedoch für die USA nicht bindend wirkte.
Am 25. Dezember 2010 erlag er in Florida den Folgen eines Herzinfarkts. Daraufhin entbrannte ein Streit zwischen seiner Witwe, von der er sich nie geschieden hatte, und seiner Lebensbegleiterin. Während Erstere, Blanca Rodríguez, eine Bestattung in Venezuela forderte, wollte seine Lebenspartnerin Cecilia Matos Pérez in den USA begraben lassen. Am 4. Oktober 2011 wurde der Leichnam Pérez’ nach Venezuela überführt.